# Nacionalni park Čavaš Varmane
Nacionalni park Čavaš Varmane (ruski: Национальный парк «Чаваш Вармане») velika je šuma u srednjem dijelu rijeke Volge i jedan je od nacionalnih parkova Rusije. Park je nastao kako bi služio dvostrukoj svrsi očuvanja biološke raznolikosti i zaštite predstavnika naroda Čuvaša. Nalazi se oko 100 km zapadno od mjesta gdje se rijeka Kama ulijeva u Volgu, na istočno-središnjoj ravnici Europe. Park pripada regiji Šemuršin u Čuvaškoj Republici u Rusiji.
Pokrivajući površinu od oko 160 km², Nacionalni park Čavaš Varmane ima tri vrste šuma: šume južne tajge, hrastove šume oko rijeke Volge i mješovite crnogorične šume. Šumovito područje je približno pravokutnog oblika i proteže se 24 km od sjevera prema jugu i 17 km od istoka prema zapadu. Zaštitna zona je 12 km površine Parka, a utvrđene su i unutarnje zone za zamjenu ekoloških rezervata, za rekreaciju i sadržaje namijenjene posjetiteljima. Šuma prekriva čak 95% parka, a ostalo tlo je močvarno, prekriveno travnjacima i pašnjacima. Šuma se nalazi na mreži riječnih dolina, presijecanih rijekom Abadze na sjeveru zajedno s rijekom Bezdnom na zapadu, koje se sastaju u sredini parka i teku prema jugu zajedno s brojnim drugim pritokama.
Nacionalni park je osnovan 20. lipnja 1993. godine dekretom Vlade Ruske Federacije. Godine 2011. dobio je diplomu pobjednika natjecanja „Sedam čuda Čuvašije” u nominaciji „Čudo prirode”.
U antičko doba područje parka bilo je u zoni susreta dviju kultura: nomadskih stepskih naroda na jugu i poljoprivrede u šumskom području. Park zadovoljava sve ekološke i etnoekološke standarde, a u njemu je izgrađen veliki broj staza s edukativnom signalizacijom o šumskom okolišu i korištenju šume.